# 31. korpus (JLA)
Za druge 31. korpuse glejte 31. korpus.
31. korpus (tudi Mariborski korpus) je bil pehotni korpus v sestavi Jugoslovanske ljudske armade.
To je bil eden izmed korpusov JLA, ki so bili neposredno vpleteni v slovensko osamosvojitveno vojno.

## Organizacija
31. december 1990
- poveljstvo
- 31. bataljon vojaške policije
- 31. bataljon za zveze
- 31. dopolnilni bataljon
- 31. sanitetni bataljon
- 31. avtotransportni bataljon
- 183. sprednja protioklepna topniška baterija
- 186. sprednja protioklepna topniška baterija
- 270. pontonirski bataljon
- 76. pontonirska četa
- 417. mešani protioklepni topniški polk
- 31. lahki topniški polk protiletalske obrambe
- 31. mešani topniški polk
- 522. inženirski polk
- 6. motorizirana brigada
- 145. motorizirana brigada
- 195. motorizirana brigada
- 11. samostojna partizanska brigada
- 65. obmejni bataljon
- 66. obmejni bataljon
- 67. obmejni bataljon

## Poveljstvo
Poveljnik
- general Mićo Delić (1991)